# Tour de l'Opéra
La tour de l'Opéra (en hébreu : מגדל האופרה, Migdal HaOpera) est un immeuble à vocation résidentielle et hôtelière, situé dans la ville de Tel Aviv, en Israël, au 47 de la rue HaYarkon, au niveau de la place Knesset. Commencée en 1990, la construction de la tour s'est achevée en 1993, donnant à la ville un de ses édifices les plus connus. 
La tour se dresse à l'emplacement de l'ancien opéra de Tel Aviv, d'où son nom.
Sa hauteur totale est de 82,12 m. Il compte vingt-trois étages au-dessus du sol et trois étages en sous-sol. Une piscine occupe le dernier étage.
Par son style, inspiré de l'architecture postmoderne des États-Unis, la tour renouvela, à son achèvement, le visage de la promenade du bord de mer.
Les arcs en ogive du rez-de-chaussée sont un clin d'œil à l'architecture de l'opéra de 1929.
La façade de marbre originelle a été remplacée par des panneaux en aluminium de 2 mm d'épaisseur lors de travaux de rénovation en 2018-2020.